# 黒田靖之助
黒田 靖之助（くろだ やすのすけ、1919年4月29日 - 1989年8月8日）は、日本の経営者。大阪府出身。黒田善太郎の三男。

## 経歴
1942年に慶応義塾大学経済学部を卒業し、1946年に黒田国光堂(のちのコクヨ)に入社。1949年に常務に就任し、1964年に専務を経て、1970年に副社長に就任し、1985年12月に社長に昇格した。
1989年8月8日出張先の福岡市で心不全のために死去。70歳没。